# .np
.np je vrhovna internetska domena (country code top-level domain - ccTLD) za Nepal. Domenom upravlja Mercantile Communications Pvt. Ltd.

## Vanjske poveznice
- IANA .np whois informacija  Arhivirana inačica izvorne stranice od 3. prosinca 2008. (Wayback Machine)